# Eugène Viollet-le-Duc
Eugène Emmanuel Viollet-le-Duc (París, França, 27 de gener de 1814 – Lausana, Suïssa, 17 de setembre de 1879) va ser un arquitecte francès, restaurador, teòric i docent afí al moviment medievalista del segle xix. Sent nomenat cap de l'Oficina de Monuments Històrics de França el 1846, va tenir un paper molt important en la recuperació i conservació del patrimoni històric d'aquest país. Se'l coneix principalment per haver recollit els postulats sobre l'arquitectura i la restauració de la seva època i haver formulat la teoria de la restauració estilística. Va exposar aquesta teoria de forma sistemàtica en una de les seves obres més celebrades, Dictionnaire raisonné de l'architecture, concretament en el volum VIII publicat el 1866. Però també la va exemplificar de forma pragmàtica en les seves restauracions, entre les quals es troben l'església de la Madeleine de Vézelay, la ciutat medieval de Carcassone o el castell de Pierrefonds.

## Biografia
Eugène Emmanuel Viollet-le-Duc va néixer a Paris el 27 de gener del 1814. La seva família era econòmicament benestant i presentava una alta formació escolàstica i cultural, la qual cosa va permetre que tingués l'ambient intel·lectual idoni per a la seva formació com a arquitecte, associat al moviment medievalista, ja des de ben petit. Sent el seu pare funcionari de les residències reials, van poder viure en el recinte del Palau de les Teuleries, on va créixer.

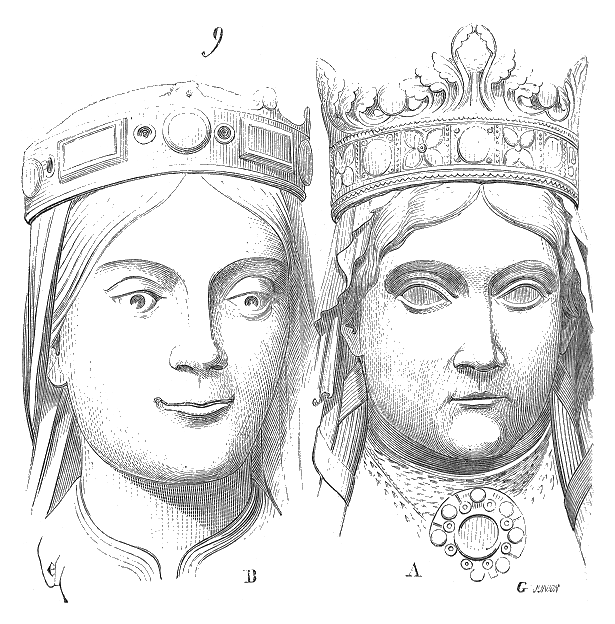
Dibuix a gralla d'unes escultures de la catedral de Notre-Dame de París, per Viollet-le-Duc

El seu educador va ser el seu oncle Étienne-Jean Delécluze. Aquest cada dissabte organitzava trobades literàries, que es complementaven amb les que duia a terme el seu pare els divendres, a les quals assistien importants intel·lectuals de l'època. Entre els assistents participaven Ludovic Vitet i Prosper Mérimée, els quals posteriorment van permetre que formés part de la Comissió de Monuments Històrics de França. L'educació amb el seu oncle va perdre força quan el van internar a l'escola de Fontenay. Va ser per a Viollet-le-Duc una experiència nefasta, la qual posteriorment es va plasmar en el seu posicionament antiacadèmic. Se sap que va ser un jove afí al pensament d'esquerres, com demostra la seva participació en l'aixecament de les barricades de la revolució del 1830.
Amb 16 anys ja era un prodigi com a dibuixant, talent que va servir-li en la seva tasca com a arquitecte. Va complementar la seva formació en els respectius estudis dels l'arquitectes Marie Huvé i Achille Leclere i amb els viatges que va dur a terme per França entre 1831 i 1835 i per Itàlia i Sicília entre 1836 i 1837. D'aquests viatges en van resultar nombrosos dibuixos i aquarel·les.
La fama que havia adquirit com a dibuixant li va permetre treballar per a Lluís Felip d'Orleans, amb l'elaboració de tres aquarel·les de les Teuleries i diversos dissenys de bronzes ornamentals per al palau. Entre 1837 i 1844 va realitzar també una sèrie de 249 il·lustracions per als Voyages dans l'ancienne France d'Isidore Sérverin.
El 1837 la Inspecció General de Monuments es va convertir en la Comissió de Monuments Històrics. Aquesta comissió va tenir un paper decisiu en la recuperació del patrimoni devastat per la revolució del 1789. Vitet i Mérimée en van ser membres. Aquests, junt amb Achille Leclerc, que en aquella època era l'inspector general de la comissió, van influir perquè fos nomenat el 1838 auditor suplent. El 1840 va rebre l'encàrrec de restaurar l'església de l'abadia de Vézelay. Després d'aquesta restauració va treballar com a inspector, junt amb Jean-Baptiste Antoine Lassus, en la Sainte Chapelle de París. Amb ell va tornar a treballar en la restauració de Saint-Germain l'Auxerrois i en la catedral de Notre-Dame de París. En aquesta última va treballar-hi en solitari a partir del 1864. Entre 1844 i 1879 va treballar en l'església de Sant Serni de Tolosa. Entre 1849 i 1874 va restaurar la catedral d'Amiens. El 1858 va començar la restauració de Carcassona, i el 1859 va ser l'encarregat de la restauració del conjunt del Palau dels papes d'Avinyó.

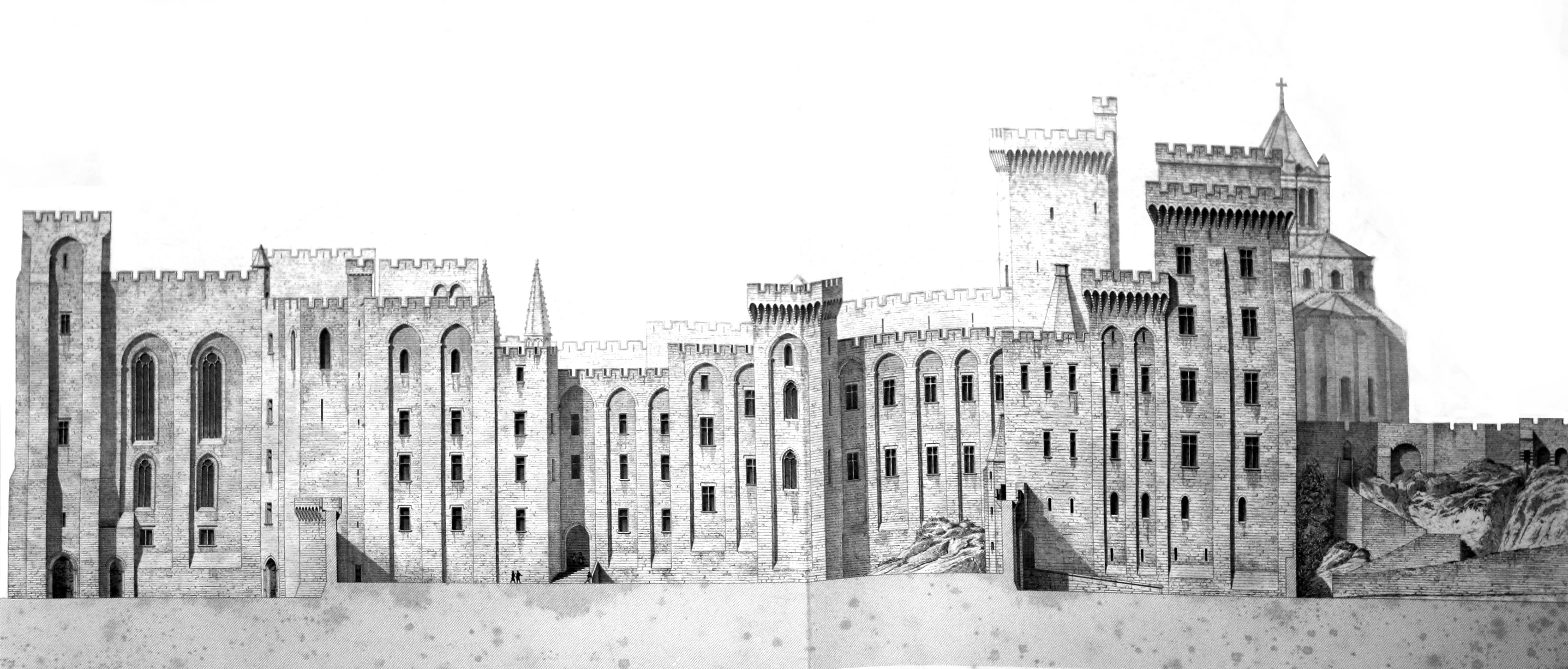
Façana est del palau dels papes d'avignon, dibuix de Viollet-le-Duc

La seva relació amb Mérimée li va permetre realitzar viatges d'inspecció a partir del 1843 per tot França, el 1850 per Anglaterra i el 1854 per Alemanya. El 1846 va ser nomenat cap de l'Oficina de Monuments històrics. Aquest mateix any va ser el responsable de la restauració de la Basílica de Saint-Denis. El 1847 va supervisar 22 treballs de restauració més, i el 1853 el van nomenar inspector general del Servei dels Edificis Diocesans
Entre 1844 i 1847 va escriure nou articles per a la revista Annales archeologiques. En aquests articles va exposar per primera vegada les seves idees sobre l'art medieval, i més concretament, sobre l'arquitectura gòtica.
Entre 1854 i 1868 va publicar per entregues el Dictionnaire Raisonné de l'Architecture, un compendi d'arquitectura religiosa, civil i militar des del segle xi fins al XVI. Entre 1858 i 1868 va publicar, també per entregues, el Dictionnaire Raisonné du Mobilier, complement de l'anterior
El 1857 va obrir el seu propi taller, però pocs anys després va haver de tancar-lo degut a la falta de temps per a dedicar-hi. D'aquesta activitat van sorgir els seus Entretiens sur l'architectura, que reflectien el seu programa pedagògic i les seves intencions didàctiques.

Viollet-le-Duc, que va ser afí al règim de Napoleó III, va treballar en la cort, amb la qual ja havia tingut relació quan era petit gràcies a la influència de Mérimée. En aquest àmbit va ser responsable de les escenografies de representacions teatrals de les Teuleries i dels decorats per a la litúrgia a Notre-Dame de París. Posteriorment a aquests encàrrecs va restaurar, entre 1858 i 1870, el castell de Pierrefonds. 

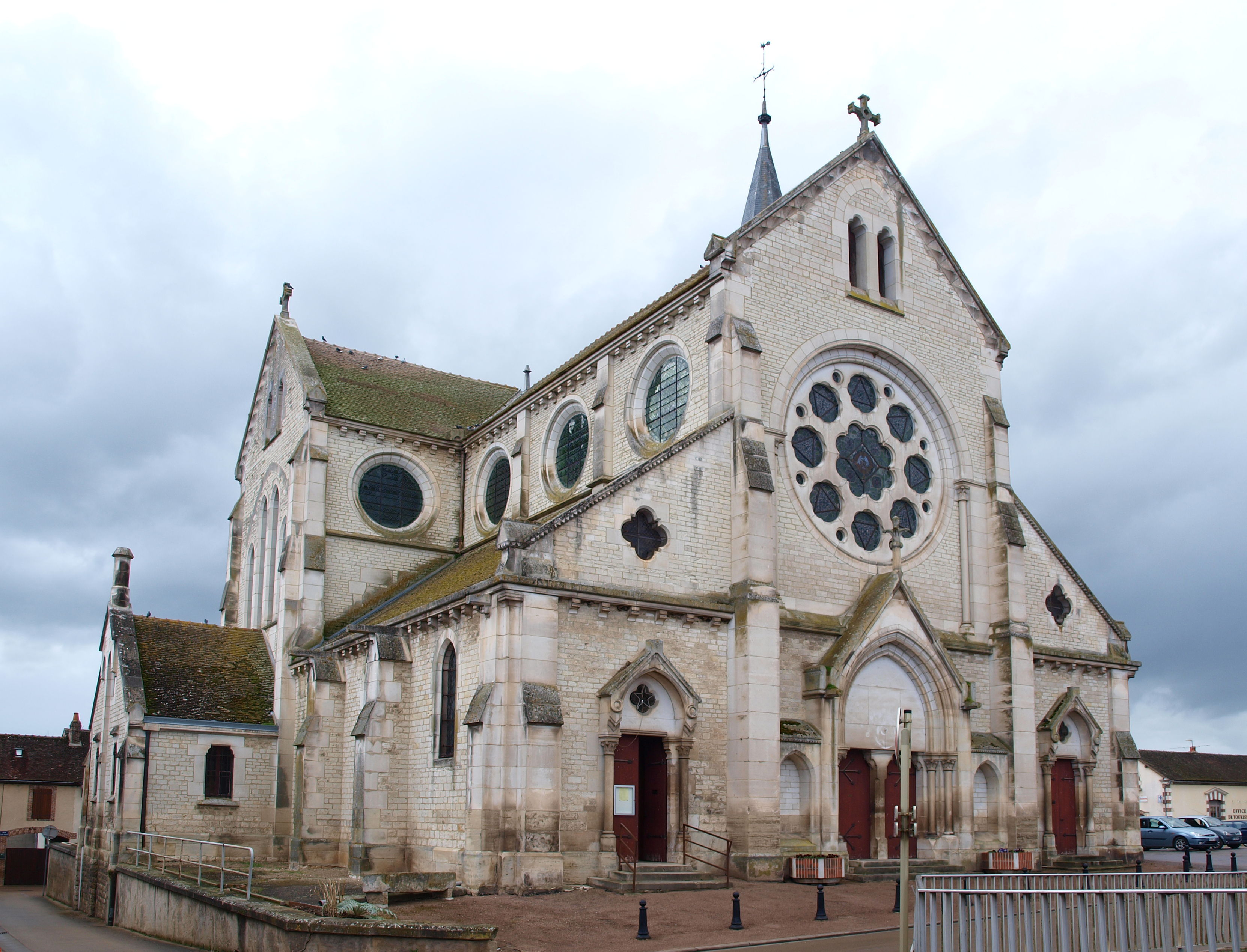
Església de Sant Martí à Aillant-sur-Tholon

Paral·lelament a les restauracions, va treballar també en l'escultura de ferro, com a dissenyador de mobiliari i d'objectes litúrgics i com a arquitecte.
Entre les seves construccions arquitectòniques cal destacar l'església de Saint-Denis-de-l'Estrée, que va finalitzar el 1865, i l'església d'Aillant-sur-Tholon, conclosa el 1867. En forma part també, tot i que no es va dur a terme, el disseny de la façana per a l'església de Clermont-Ferrand. Pel que fa al seu treball amb l'escultura de ferro, cal destacar el disseny del cap de l'estàtua de la llibertat de Nova York, el qual es va exposar en l'Exposició Universal de París del 1878.
Napoleó III, influenciat pel pensament de Viollet-le-Duc, el 1863 va promulgar un decret segons el qual l'acadèmia i l'École des Beaux-Arts quedaven separades. Aquesta mesura entra dins del projecte reformista que estava patint la institució, Durant aquest període va ser nomenat professor d'història de l'art i estètica a l'École des Beaux-Arts de París. El seu objectiu era adaptar la formació de l'arquitecte a les necessitat de la seva època, però no ho va poder dur a terme, ja que les seves conferències van ser sistemàticament boicotejades. Després de la setena va renunciar a la feina com a professor. Tot i això, el 1864 va rebre el reconeixement del Royal Institute of British Architects, que el va premiar amb la Medalla d'Or. Per altra banda, fidel als seus convenciments antiacadèmics, va rebutjar dos cops, el 1868 i el 1873, l'oferiment de ser membre de l'Académie des inscriptions et belles-lettres. A partir del 1868, va començar a passar períodes de relax en el seu xalet a Chamonix, ubicat en el massís de Mont Blanc. De l'exploració del massís va resultar la publicació el 1879 de Le massif du Mont-Blanc.
Durant la guerra Franco-Prussiana que es va dur a terme entre juny del 1870 i maig del 1871, Viollet-le-Duc va col·laborar com a oficial supervisor de les defenses artilleres contra l'exèrcit prussià. Perseguit pel govern de la Comuna, va haver d'exiliar-se, primer a Gant i després a Florència i a Venècia. Amb la caiguda del govern al maig del 1871 va poder tornar a París. En els anys posteriors a la seva tornada va publicar una sèrie d'articles, informes i memòries, amb vocació didàctica, que es poden agrupar sota el títol Histories;
- 1873 Historie d'une maison
- 1874 Historie d'une forteresse
- 1875 Historie de l'habitation humaine depuis les temps préhistriques jusque'à nos jours
- 1878 Historie d'un hotel de ville et d'une catedral
- 1879 Historie d'un dessinateur, comment on aprend á dessiner.

Després de la caiguda del govern de la Comuna es va tornar més pròxim a la política, i entre el 1874 i el 1879 va ser regidor republicà de Montmartre. La seva ideologia política va entrar en conflicte amb l'Església. Això va provocar que es veiés obligat a deixar la majoria de les restauracions que tenia en curs i a abandonar la relació que tenia amb el Servei dels Edificis Diocesans. A partir d'aquest moment la seva producció es va centrar en l'educació, en la construcció d'edificis i en la redacció d'un total de 34 informes i d'articles per al diari. Entre 1875 i 1877 va elaborar, amb el seu deixeble Felix Narjoux, 85 làmines d'edificis d'habitatges amb el títol Habitations modernes. Dos anys abans de la seva mort va escriure una anàlisi sobre els elements tradicionals de l'arquitectura russa amb relació a l'arquitectura contemporània, anomenat L'art russe, ses origines, ses elements constitutifs son apogee, son avenir. Finalment el 17 de setembre del 1879 va morir al seu xalet a Chamonix, ubicat als afores de Lausanne.

## Teoria de la Restauració
El pensament teòric sobre l'arquitectura i la restauració de Viollet-le-Duc s'ha d'encabir dins del context en què va viure. Va ser en el segle xix, quan, per primer cop, es va fundar la restauració com a disciplina científica. Després dels desastres produïts per la revolució francesa del 1789, junt amb el sorgiment dels nacionalismes, es va començar a valorar el patrimoni històric, principalment el medieval, com a reflex de la identitat nacional.

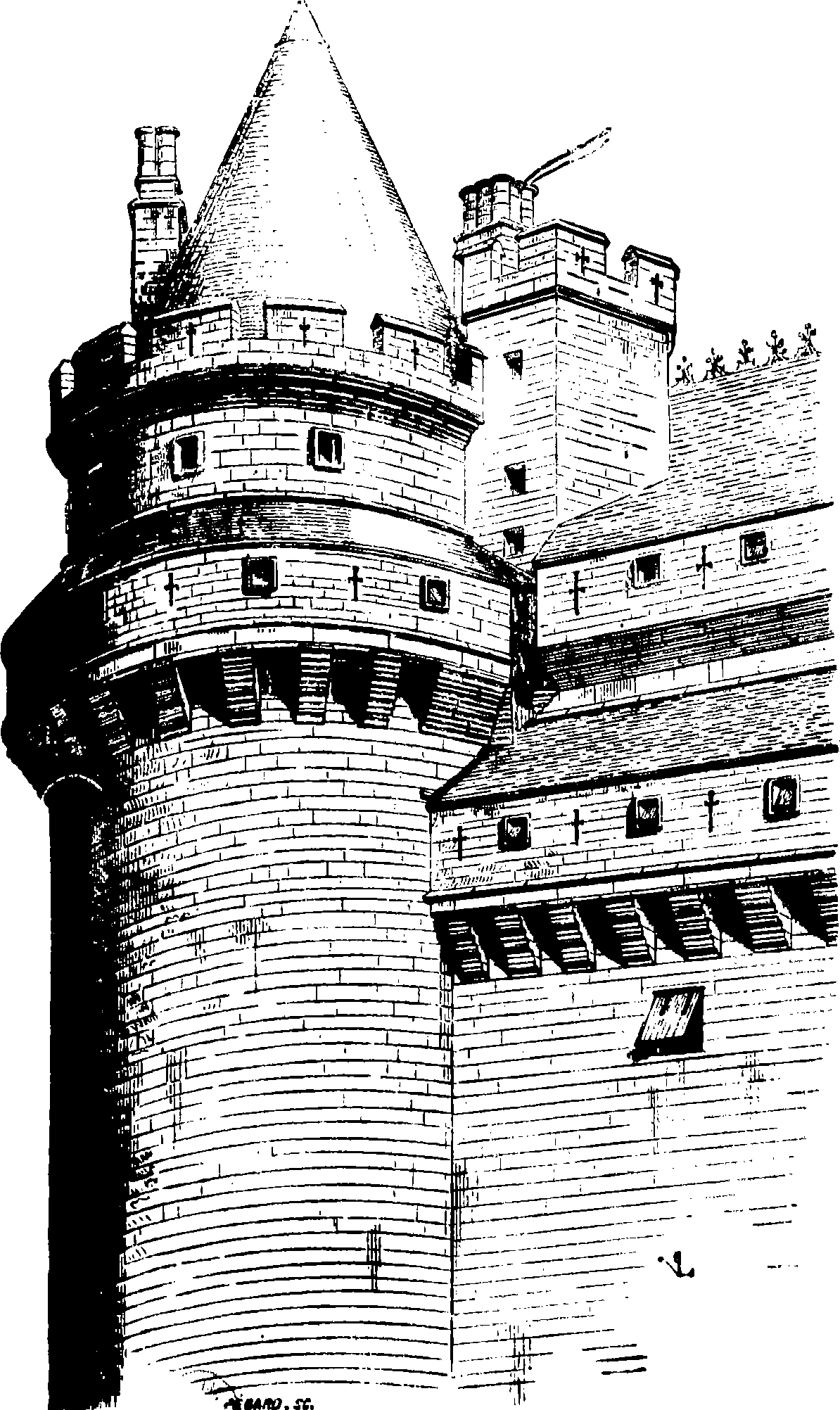
Dibuix d'una de les torres del castell de Pierrefonds, per Viollet-le-Duc, 1857

 Fins a la revolució francesa, tant la història com la història de l'art tan sols transmetien les gestes dels grans genis i herois. Va ser a partir d'aquell moment que la història es va començar a preocupar per reflectir i representar tot el conjunt de la societat. En aquest moment es van començar a valorar altres èpoques històriques i artístiques fins llavors menystingudes, com l'Edat Mitjana, altament estigmatitzada fins aleshores.
França va fer ús de l'administració i d'una sèrie d'institucions pioneres per protegir, conservar i restaurar aquests monuments, molts d'ells en ruïnes a causa del pas del temps i de l'acció humana. La Comissió de Monuments Històrics, creada el 1837 i dirigida per arqueòlegs i historiadors com Ludovic Vitet, Prosper Mérimée o Charles Lenormand, va ser una d'elles. D'igual forma van tenir importància el positivisme i el racionalisme que s'estaven gestant com a metodologia científica per a tractar la història i, per analogia, la història de l'art, ja que a partir d'aquest moment l'art va passar a ser considerat un objecte més susceptible d'estudi científic, per la qual cosa es va començar a perioditzar i reduir en categories estilístiques, de la mateixa manera que es va aplicar el mètode científic per a analitzar-lo i tractar-lo. Era possible, doncs, recuperar o deduir a partir de la raó les parts desaparegudes dels monuments històrics i, per tant, legítimar-ne la restitució. Viollet-le-Duc va ser partícip de tot aquest pensament, a partir del qual va desenvolupar la seva teoria sobre restauració. Va ser, a més, el primer a compilar-la sistemàticament i a exemplificar-la de forma pràctica.
Una de les seves obres que més fama han tingut internacionalment és el Dictionnaire raisonné d'architecture française du XI au XVI siécle, on, amb l'objectiu clar d'influenciar la producció contemporània, va plantejar els conceptes principals referents a l'arquitectura. En el volum VIII d'aquest diccionari va tractar el tema de la restauració i els seus principals problemes, i és d'aquí i de les obres restaurades per ell d'on podem extreure i deduir la seva teoria sobre la restauració, moltes vegades anomenada ‘'restauració monumental o ‘'restauració en estil.

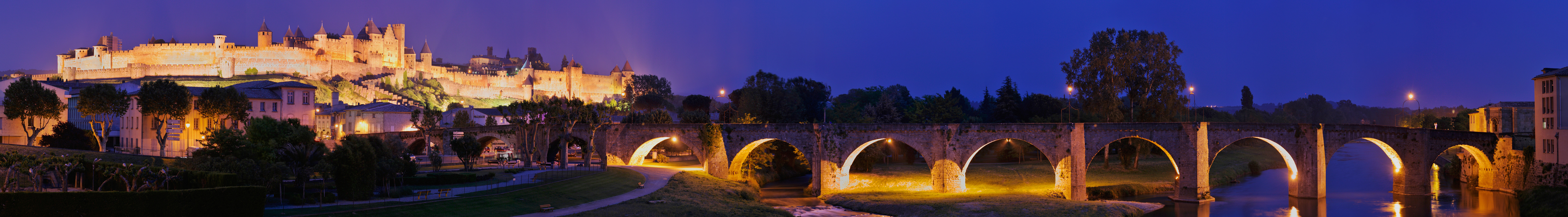
Restauració de Carcassona.

En l'inici de l'apartat dedicat a la restauració, Viollet-le-Duc defineix el terme d'aquesta manera;
| «                                                         | Francès Le mot et la chose sont modernes. Restaurer un édifice, ce n'est pas l'entretenir, le réparer ou le refaire, c'est le rétablir dans un état complet qui peut n'avoir jamais existé à un momento donné. | Català La paraula i el significat són moderns, restaurar un edifici, no és mantenir-lo, arreglar-lo o refer-lo; és restablir-lo en un estat complet que pot no haver existit mai. | » |
| — Viollet-le-Duc, Dictionnaire Raisonné de l'Architecture | | |   |

| «                                                         | Francès Quant aux Grecs, loin de restaurer, c'est-à-dire de reproduire exactement les formes des édifices qui avaient subi des dégradations. | Català Quant als grecs, lluny de restaurar, és a dir, de reproduir exactament les formes dels edificis que havien sofert degradació… | » |
| — Viollet-le-Duc, Dictionnaire Raisonné de l'Architecture | | |   |

D'aquestes línies podríem deduir que Viollet-le-Duc va centrar l'objectiu de la restauració en la cerca de la unitat d'estil i en l'obtenció d'una obra d'art completa. Però el cert és que aquesta radicalitat no es va demostrar ni en el desenvolupament posterior a aquestes afirmacions de la seva teoria, ni en la totalitat de la seva activitat com a restaurador.
Viollet-le-Duc considerava que s'havia de tractar cada monument en la seva particularitat, a partir de les seves pròpies necessitats i problemes. Per aquest motiu no sempre va optar per la reconstrucció en estil, si no que en diverses ocasions es va decantar per la conservació dels afegits posteriors tot i destorbar en la percepció de la unitat estilística, si les seves característiques eren beneficioses per a l'edifici. Considerava, per altra banda, que si les modificacions posteriors d'un monument feien perillar l'estabilitat i la conservació de l'edifici, s'interposaven en la lectura del seu valor històric o impedien recuperar la unitat d'estil del monument sense aportar cap benefici, s'havien d'eliminar. Aquesta postura va ser molt criticada posteriorment, amb l'argument que atemptava contra el monument com a memòria històrica. És important tenir present, com acabem de comentar, que Viollet-le-Duc no es va prendre aquests principis com a absoluts ni de bon tros, i ell mateix ho va remarcar en els seus escrits:
| «                                                         | Francès S'il s'agit de restaurer et les parties primitives et les parties modifiées, faut-il ne pas tenir compte des dernières et rétablir l'unité de style dérangée, ou reproduire exactement le tout avec les modifications postérieures? C'est alors que l'adoption absolue d'un des deux partis peut offrir des dangers, et qu'il est nécessaire, au contraire, en n'admettant aucun des deux principes d'une manière absolue, d'agir en raison des circonstances particulières. | Català Si es tracta de restaurar les parts primitives i les parts modificades, cal no tenir en compte aquestes últimes i restablir la unitat de l'estil alterat o bé cal reproduir exactament el conjunt amb les modificacions posteriors? Es llavors quan l'adopció absoluta d'una de les dues opcions pot oferir perills i, per tant, és necessari no admetre cap dels dos principis com a absoluts i actuar en raó de les circumstàncies particulars. | » |
| — Viollet-le-Duc, Dictionnaire Raisonné de l'Architecture | | |   |

Seguint amb la concepció de la restauració com una ciència més i fruit del positivisme, apuntava que abans de restaurar un monument històric s'havia d'elaborar primerament un estudi profund, no tan sols de l'estil i de l'escola concreta en què s'inseria l'edifici sinó també de la seva estructura i de la seva forma, amb el suport de documentació existent, investigacions arqueològiques i l'anàlisi de les restes conservades de l'edifici, per tal que la restauració fos el més fidedigna a l'original possible.
A més a més, també va estar al dia amb les innovacions tècniques del seu segle i, per tal de millorar l'anàlisi dels edificis a tractar, va proposar l'ús de la fotografia en substitució de la caixa clara.
Complementàriament, va fer especial èmfasi en la importància i la necessitat que l'edifici presentés una funció i que aquesta funció fos compatible amb la seva disposició, ja que considerava que amb l'adjudicació d'una funcionalitat se'n podia assegurar la conservació. El mateix Viollet-le-Duc ho va expressar així:
| «                                                         | Francès Dans les restaurations, il est une condition dominante qu'il faut toujours avoir présente à l'esprit. C'est de ne substituer à toute partie enlevée que des matériaux meilleurs et des moyens plus énergiques ou plus parfaits. | Català En les restauracions, hi ha una condició dominant que sempre s'ha de tenir en compte. És la de substituir les parts que se'n treguin únicament amb materials millors i mitjans més energètics i més perfectes. | » |
| — Viollet-le-Duc, Dictionnaire Raisonné de l'Architecture | | |   |

Veiem, doncs, que el que pretenia era portar l'edifici al present i tractar-lo, sempre que se'n respectés l'estil, amb els mitjans contemporanis, com hauria fet l'arquitecte medieval si hagués treballat en el segle xix, evitant expressament crear falsos històrics.
És interessant remarcar també que en el seu escrit sobre la restauració estableix una profunda crítica a aquells intel·lectuals que estigmatitzaven i no permetien l'estudi de l'Edad Mitjana. Ell els titlla literalment de fanàtics:
| «                                                         | Francès Ce qu'il y a de plaisant, c'est que ces fanatiques (nous maintenons le mot) nous prodiguent l'épithète d'exclusif, parce que, probablement, nous n'excluons pas l'étude des arts du moyen âge et que nous nous permettons de la recommander. | Català El que té gràcia és que aquests fanàtics (mantenim la paraula) ens qualifiquen d'exclusius perquè, probablement, no excloem l'estudi de l'art de l'Edat Mitjana i perquè, a més, ens permetem recomanar-lo. | » |
| — Viollet-le-Duc, Dictionnaire Raisonné de l'Architecture | | |   |

Lamentablement la lectura posterior de la seva teoria per part dels seus seguidors va quedar limitada a la seva rotunda definició de restauració i a la lectura literal de reconstruccions com la del Castell de Pierrefonds, simplificant-la de tal manera que la restauració en estil es va convertir en una febre d'elaboració de falsos històrics. Entre aquests seguidors i deixebles directes i més radicals de Viollet-le-Duc va destacar Antole de Baudot, responsable de la restauració de l'església de Saint-Front de Périgueux entre 1852 i 1897, en què va demostrar el seu seguiment estricte del principi de la restauració en estil; per això va dissenyar un nou sistema de cúpules i va eliminar els afegits històrics. Podríem citar aquí un fragment de la carta que va enviar a Félix de Verneilh, partidari del principi de conservació i no intervenció en el monument, per tal de poder apreciar dita radicalitat:
| «                                             | Castellà Yo soy el cirujano que desgarra para estripar la gangrena que roe y devora la totalidad del cuerpo, usted es el médico que calma el sufrimiento pero que deja morir. | Català Jo soc el cirurgià que esquinça per estripar la gangrena que rosega i devora la totalitat del cos, vostè és el cirurgià que calma el sofriment però que deixa morir. | » |
| — Antole de Baudot, Carta a Félix de Vernielh | | |   |

L'arqueologia, per la seva banda, es va oposar rotundament a aquesta restauració estilística, contribuint a la difusió d'una sensibilitat cap a la conservació i la no intervenció de les obres d'art perquè les considerava portadores de memòria històrica en si mateixes i, per tant, herència de la humanitat. Aquesta teoria va ser exposada molt extensament per Ruskin en el seu “The Seven Lamps of architecture”, a Anglaterra, de forma contemporània a Viollet-le-Duc.

## Principals restauracions

### Església de la Madeleine de Vézelay
| Període de restauració                 | Edifici/Localització                | Breu descripció de la restauració | Fotografia/Imatge                                  |
| -------------------------------------- | ----------------------------------- | --- | -------------------------------------------------- |
| Iniciada al 1840 i finalitzada al 1859 | Església de la Madeleine de Vézelay | L'objectiu de la intervenció va ser la consolidació de les parts originals que encara es conservaven, atès que l'edifici va arribar al segle xix en pèssimes condicions, gairebé ruïnoses. Només va reconstruir aquelles parts on hi havia perill d'enderrocament per falta d'estabilitat: els arcbotants, el sostre de les naus laterals i la nau central. Va consolidar la façana i va construir una coberta per a la torre esquerra d'aquesta, per tal d'evitar les possibles infiltracions cap a l'interior. | Exterior de l'església de la Madeleine de Vézelay. |

### Catedral de Notre-Dame de París
| Període de restauració                 | Edifici/Localització            | Breu descripció de la restauració | Fotografia/Imatge |
| -------------------------------------- | ------------------------------- | --- | --- |
| Iniciada al 1844 i finalitzada al 1864 | Catedral de Notre-Dame de París | Viollet-le-Duc i Jean-Baptiste Antoine Lassus van guanyar al 1844 un concurs que es va convocar amb l'objectiu de restaurar la catedral de Notre-Dame de París afectada pels desastres de la revolució del 1789. En aquest també es demanava la construcció d'una sagristia i d'un palau per l'arquebisbe. Al 1857 Lassus va morir i Viollet-le-Duc va prendre les regnes de la restauració en solitari. L'objectiu va ser la restitució de la forma prístina de l'edifici, a partir de la documentació existent de l'època i de les restes materials conservades. D'aquesta manera va fer construir l'agulla sobre el creuer destruïda al 1792 i va refer els programes escultòrics, entre altres intervencions.. | Exterior de la catedral de Notre-Dame, París. · Projecte de l'agulla pel creuer de la catedral de Notre-Dame, per Viollet-le-Duc · Projecte de restitució escultòrica de la catedral de Notre-Dame, per Viollet-le-Duc i Lassus. |

### Palau sinodal de Sens
| Període de restauració                 | Edifici/Localització  | Breu descripció de la restauració | Fotografia/Imatge                   |
| -------------------------------------- | --------------------- | --- | ----------------------------------- |
| Iniciada al 1851 i finalitzada al 1877 | Palau sinodal de Sens | Duu a terme una restauració en estil. A partir de la conservació del sistema de tres finestrals dels trams situats al nord i de l'existència de merlets en la torre situada al nord-est, va reconstruir la façana. Per altra banda, va construir quatre trams de voltes ojibals de l'interior i va eliminar els afegits del segle xvii per considerar-los un obstacle per a la correcta percepció del conjunt de l'edifici. El resultat va ser l'adopció d'un aspecte d'edifici militar que sembla ser, no correspon amb el que hauria estat originalment. | Exterior del palau sinodal de Sens. |

### Catedral d'Amiens
| Període de restauració                 | Edifici/Localització | Breu descripció de la restauració | Fotografia/Imatge                                                                                            |
| -------------------------------------- | -------------------- | --- | --- |
| Iniciada al 1849 i finalitzada al 1874 | Catedral d'Amiens    | En aquesta restauració l'objectiu va ser el retorn de l'edifici al seu estat pristí. Per a fer-ho va tenir com a model l'obra de Robert de Luzarches del segle xiii. Va canviar la disposició de la galeria dels Sonneurs datada del segle xv al considerar-la no adient per l'estil de l'edifici; va afegir una balustrada en forma de pòrtic per tal d'unir les dues torres per sobre del rosetó i va disposar 15 arcs apuntats presos de la galeria de la catedral de Notre-Dame. A més, va substituir les balustrades de les capelles de la capçalera per arcs trilobulats presos de la Saint-Chapelle de París. | Lateral nord de la catedral d'Amiens. · Secció de la nau central de la catedral d'Amiens per Viollet-le-Duc. |

### Església de Sant Serni de Tolosa
| Període de restauració | Edifici/Localització             | Breu descripció de la restauració | Fotografia/Imatge                             |
| ---------------------- | -------------------------------- | --- | --------------------------------------------- |
| 1845                   | Església de Sant Serni de Tolosa | Degut al redescobriment de l'absis de la capçalera, Viollet-le-Duc va considerar que era necessari recuperar el sistema de proporcions de l'edifici. Per a això, entre altres intervencions, va reconstruir novament la testera, tot afegint a la capçalera un seguit de cornises amb les que antigament havia comptat i va eliminar els afegits dels coronaments de les façanes. A més a més, a partir del pendent de les cobertes, va disposar un petit mur entre la cornisa i el ràfec, el qual va decorar amb dissenys no-romànics. Aquesta restauració va rebre nombroses crítiques a tal atreviment. | Secció de l'església de Sant Serni de Tolosa. |

### Ciutat medieval de Carcassona
| Període de restauració                 | Edifici/Localització          | Breu descripció de la restauració | Fotografia/Imatge |
| -------------------------------------- | ----------------------------- | --- | --- |
| Iniciada al 1852 i finalitzada al 1879 | Ciutat medieval de Carcassona | En la ciutat medieval de Carcassona va aplicar la seva teoria sobre la restauració en estil i a partir de les restes que es conservaven va restituir la ciutat per complet, la qual es trobava molt degradada, pràcticament en ruïnes. | La ciutat medieval de Carcassona abans de la intervenció de Viollet-le-duc. · Muralla oest de la ciutat medieval de Carcassona. |

### Castell de Pierrefonds
| Període de restauració                 | Edifici/Localització   | Breu descripció de la restauració | Fotografia                                                                                                   |
| -------------------------------------- | ---------------------- | --- | --- |
| Iniciada al 1857 i finalitzada al 1885 | Castell de Pierrefonds | En un primer moment, per tal de crear una atmosfera romàntica amb el contrast entre la reconstrucció i les ruïnes, va restaurar la torre de l'homenatge i tenia la intenció de fer-ho tan sols amb dues torres més del castell. Al 1862 però, va procedir a reconstruir la totalitat del castell en la seva forma pristina per petició de Napoleó III. | Entrada del castell de Pierrefond. · Dibuix de la reconstrucció del castell de Pierrefond de Viollet-le-Duc. |

### Façana de la catedral de Clermont-Ferrand
| Datació del projecte | Edifici/Localització                      | Breu descripció |
| -------------------- | ----------------------------------------- | --- |
| 1864                 | Façana de la catedral de Clermont-Ferrand | El projecte per la façana d'aquesta catedral finalment no es va dur a terme, però tot i així és interessant tenir-la en compte perquè és un exemple de la motivació que va existir, entre alguns medievalistes, de concloure les construccions medievals que no s'havien acabat en el seu moment. Així doncs, a grans trets, en el projecte de Viollet-le-Duc la façana havia de tenir un únic pòrtic amb quatre pisos i una balustrada. Seguint a Reims i Chartres a més a més, hagués comptat amb grans contraforts i altes agulles per tal de marcar la verticalitat d'aquesta. |

## La influència posterior

### Restauració monumental en l'Espanya delseglexix

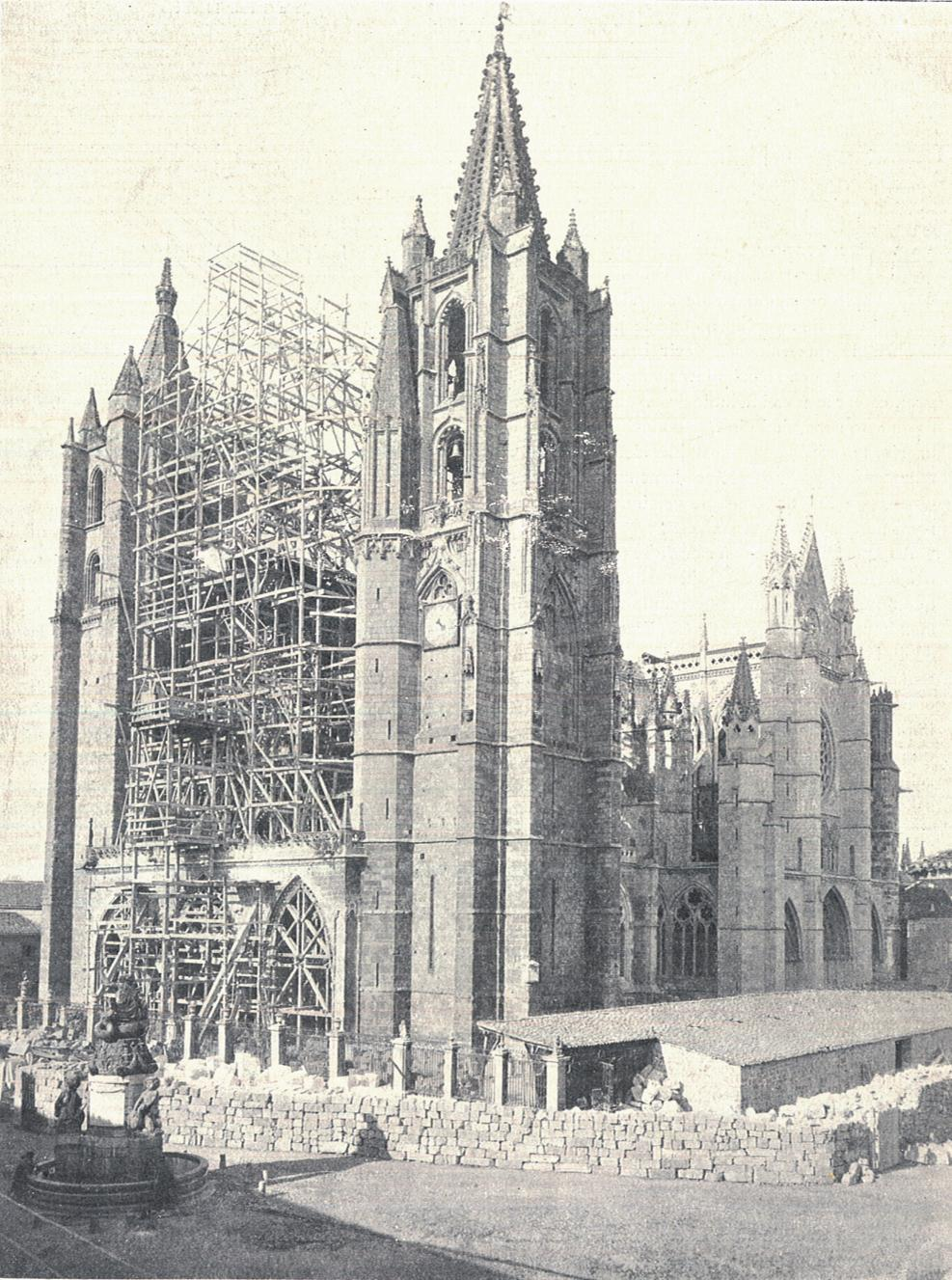
Procés de restauració de la façana oest de la catedral de Lleó.

Degut a les destruccions del patrimoni històric produïdes per les guerres napoleòniques, el vandalisme revolucionari i l'abandonament d'aquest degut a les desamortitzacions eclesiàstiques, en Espanya igual que a França, la restauració monumental també es va centrar en el patrimoni medieval.
El 1844 es va crear la Comissió Central de Monuments i una sèrie de comissions provincials dependents d'aquesta per tal de tutelar, catalogar, inventariar i restaurar aquest patrimoni. El mateix any es va fundar també, per part de la Real Academia de San Fernando, l'Escuela Especial de la Arquitectura de Madrid. Entre els professors d'aquesta estaven Antonio de Zabaleta i Aníbal Álvarez, els quals van contribuir considerablement en la consolidació de l'historicisme en la formació dels arquitectes.
Aquest fet va contribuir a fer que es formessin noves generacions d'arquitectes especialitzats amb la restauració monumental bevent directament de la doctrina de Viollet-le-Duc, i d'aquesta manera s'expandís a partir de la dècada dels 60 la restauració en estil. És interessant tenir en compte també que el 1848 José de Caveda y Nava va publicar el seu Ensayo histórico de los diversos géneros de Arquitectura empleados en España, manual que pretenia agrupar les investigacions europees referents a la restauració monumental, i que per tant va ser molt influent també entre els futurs arquitectes formats en aquest àmbit.
En aquesta línia, és un bon exemple per il·lustrar aquesta adopció radicalitzada de la doctrina violletana en Espanya, la restauració de la catedral de Lleó, que es va dur a terme entre el 1859 i el 1901.
Matías Laviña Blasco va ser el primer que hi va intervenir entre el 1859 i el 1867. Aquest, arquitecte sorgit encara de la Real Academia de San Fernando i, per tant, de formació clàssica, no va saber resoldre els problemes estructurals que presentava aquesta edificació i després de desmuntar massivament les parts que presentaven perill d'enfonsar-se, el seu projecte de restauració va ser refutat per l'acadèmia degut a la falta d'unitat.

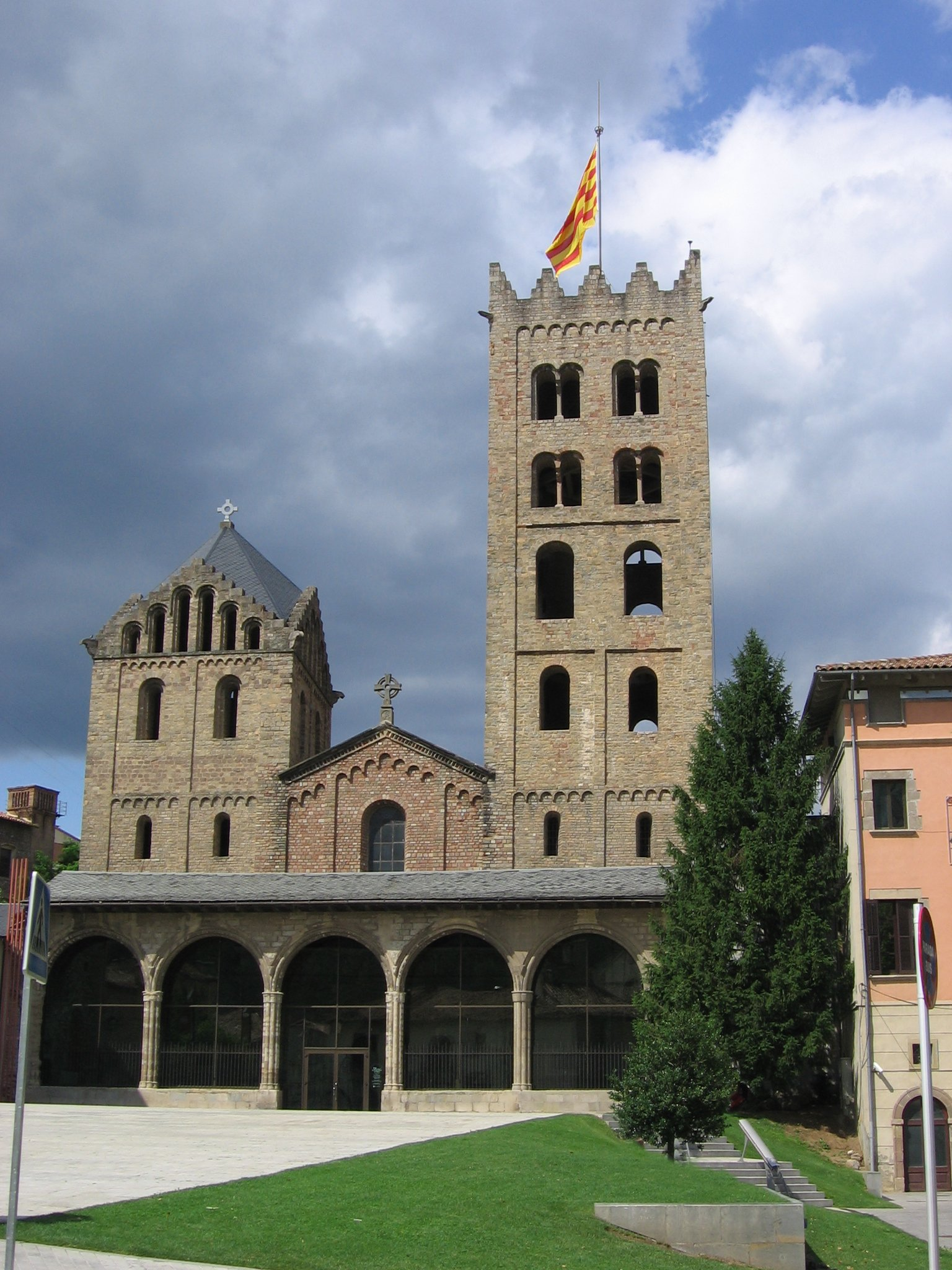
Monestir de Santa Maria de Ripoll restaurat

Per altra banda, el va substituir Juan de Madrazo y Künz, arquitecte que ja s'havia format en l'Escuela Especial de Arquitectura de Madrid i, per tant, presentava una forta formació en la restauració monumental i historicista. D'aquesta manera el seu treball es va centrar en la reconstrucció de les parts que havia desmuntat Laviña, partint d'un profund estudi de la documentació existent i sobretot de l'arquitectura gòtica en general i de l'estructura, l'estil i la tècnica emprada en la catedral en particular.
A aquest el va seguir Demetrio Ríos entre 1880 i 1892, el qual es va fixar com a objectiu la unitat d'estil en l'edifici. Per a això va eliminar afegits històrics, va reconstruir les voltes, va substituir la façana renaixentista per una de neogòtica i fins i tot va dissenyar nous pinacles, gablets i cornises per l'edifici en estil també neogòtic. Aquesta intervenció va desembocar en dures crítiques, que a la vegada estaven connectades amb les que s'estaven duent a terme ja des de la dècada dels 80 en contra de la restauració en estil.
S'ha de tenir en compte que no tan sols els monuments gòtics van ser restaurats a partir de la restauració estilística, sinó que els monuments romànics també es van tractar de la mateixa forma. Un exemple paradigmàtic és la reconstrucció del l'església del monestir de Santa Maria de Ripoll per Martí Sureda el 1880 i sobretot per Elies Rogent entre 1865 i 1885. En aquesta intervenció, entre altres modificacions, es va tornar a construir les cinc naus que presentava l'edifici en els seus orígens, enfront de les tres que havien arribat al segle xix, es va construir un cimbori ex-novo neoròmantic i es van recuperar els absis, en pro de la unitat d'estil de l'edifici i amb una intencionalitat clara d'exaltació del catalanisme, com passava amb els edificis gòtics a França.
No podem oblidar per altra banda, que a més a més de les construccions gòtiques i romàniques, a Espanya també hi havia un extens patrimoni preromànic i hispanomusulmà que presentava la necessitat de ser restaurat. Degut al desconeixement d'aquests estils es va optar per una restauració orientada estrictament a la conservació, ja que no es podia deduir de forma rigorosa les parts que mancaven dels edificis i, per tant, era impossible configurar la seva unitat d'estil

### Derivació de la doctrina violletiana en el segle XX
A finals del segle xix i principis del XX, gradualment es va anar substituint la restauració estilística per la teoria de la mínima intervenció en l'edifici a restaurar i per una fervent aposta per la conservació preventiva. D'aquesta manera al segle XX la teoria violletiana havia quedat ja totalment superada com ho demostren els postulats de la Carta d'Atenes (1931) i la posterior Carta de Venècia (1964). Tot i això, degut a una sèrie d'esdeveniments turbulents que es van produir en aquest mateix segle, la restauració monumental va continuar estant present en determinades decisions d'intervenció en el patrimoni. 

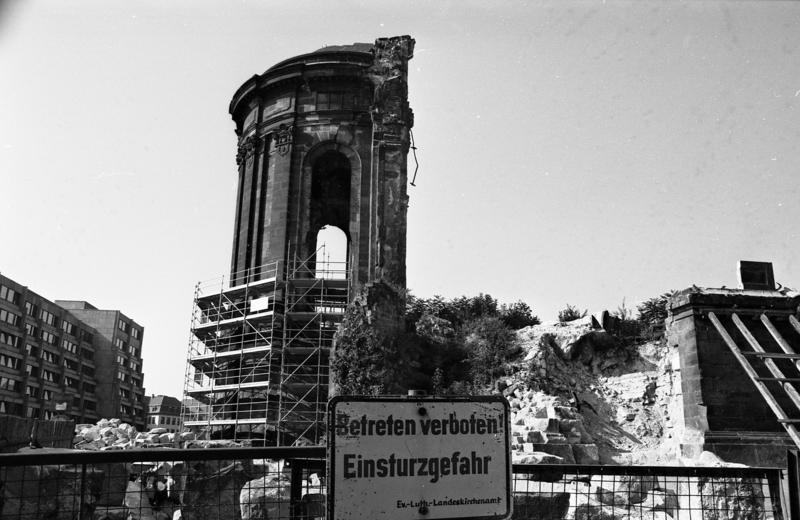
Reconstrucció de l'església de Frauenkirche, 1991.

Després de la primera i segona Guerra Mundial, la majoria de ciutats Europees que es van veure immerses en aquestes, es trobaven en estat de ruïna. El seu procés de reconstrucció, apel·lant a la necessitat de tornar la ciutat a l'estat en què es trobava abans de la guerra i amb l'objectiu que la població pogués tornar a la seva vida quotidiana i d'aquesta manera cicatritzar els horrors que havia patit, es va optar per la restauració monumental, ja que aquesta responia a les necessitats d'una població que demanava el retorn a la normalitat, començant per recuperar l'ambient urbà i el pintoresquisme típic de cada ciutat, del que havien format part i que injustament se'ls havia arravatat. A partir de la documentació existent necessària per a dur a terme la reconstrucció i dels materials originals conservats, es va procedir per tot Europa a reproduir no tan sols còpies exactes dels edificis destruïts o còpies millorades d'aquests, si no també reconstruccions volumètriques de barris històrics sencers, seguint en molts casos la metodologia que ja havia exposat mig segle abans Viollet-le-Duc, però també atenint-se en altres casos a la “restauració històrica” exposada per Luca Beltrami a finals del segle xix i principis del segle xx, la qual a diferència de l'anterior, no permetia cap modificació en la reconstrucció respecte a l'original. 

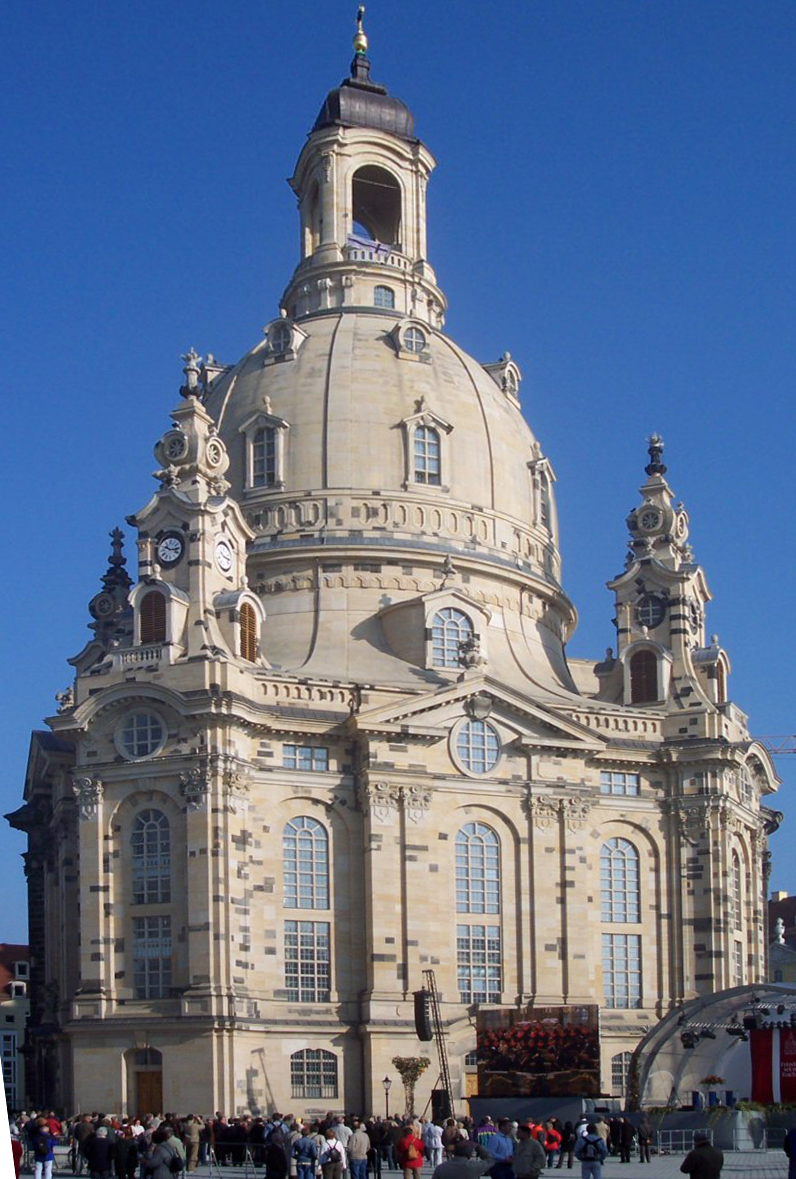
Església reconstruïda de Frauenkirche

En l'actualitat, és l'arquitecte italià Paolo Marconi el principal representant d'aquesta corrent continuadora de la teoria violletiana. Dins de les reconstruccions postbèl·liques podem esmentar com a exemple la de l'església de Frauenkirche a Dresde (c.1990-2005), la qual va ser destruïda degut un bombardeig a la ciutat durant la segona Guerra Mundial. Per a la restauració es va seguir la metodologia de la restauració en estil. Per petició expressa de la població de Dresde, pels quals l'església no només era un element fonamental en el pintoresquisme de la ciutat si no també un símbol d'identitat, es va procedir a la reconstrucció de l'edifici a partir d'un profund estudi dels documents i fotografies existents referents a l'original i utilitzant el material que encara es conservava, però adaptant-lo a les necessitats de la seva contemporaneïtat i fent ús de les noves tecnologies en tot el que poguessin afavorir, tal com proposava Viollet-le-Duc.
Per altra banda, els motius ideològics vinculats sobretot als canvis de govern o de sistema econòmic també van ser una de les causes per les quals es va recórrer a la restauració en estil, atenent a la necessitat de retornar a un temps que consideraven millor, i esborrar així de la memòria col·lectiva aquell moment històric que políticament no interessava que es perpetués. Un exemple clar el podem trobar relacionat amb la caiguda del mur de Berlín i la posterior unificació d'Alemanya, en la qual es va intentar esborrar tot vestigi del comunisme i tornar a la construcció en l'estil anterior a aquest. És un exemple molt il·lustratiu la demolició que es va dur a terme de la façana del palau de la república el 2005 amb la intenció de construir-ne una de nova copiant la de l'antic palau reial de Berlín d'època barroca, que havia estat destruït pel govern comunista per a construir-hi l'actual.
Finalment, hauríem de fer referència al fetitxisme encara vigent per l'arquitectura del moviment modern del segle xx, que ha portat a realitzar còpies estilístico-formals exactes als edificis dels originals els quals tenien com a condició intrínseca ja la fabricació en sèrie i la còpia com a característiques pròpies. Si bé no podem referir-nos aquí a la restauració violletiana com a tal perquè estem davant de construccions de nova planta, si que podem apreciar encara les reminiscències de la seva teoria estilística i sobretot del seguiment de la metodologia rigurosament científica alhora de duplicar els edificis. Un exemple molt pragmàtic és la còpia que es va dur a terme del pavelló alemany de Mies Van der Rohe per a l'Exposició Universal del 1929, que ara podem trobar de forma permanent a Montjuïc.